# Fried Barry
Fried Barry és una pel·lícula de comèdia negra ciència-ficció de terror sud-africana del 2020 escrita i dirigida per Ryan Kruger. La pel·lícula ha la seva estrena mundial al Cinequest Film Festival del 2020. La pel·lícula és protagonitzada per Gary Green, Bianka Hartenstein, Sean Cameron Michael, Chanelle de Jager, Joey Cramer i Jonathan Pienaar. La història segueix un addicte a les drogues el cos del qual és agafat per un extraterrestre, que fa un passeig per Ciutat del Cap, Sud-àfrica.

## Repartiment
- Gary Green
- Bianka Hartenstein
- Sean Cameron Michael
- Chanelle de Jager
- Joey Cramer
- Jonathan Pienaar
- Kevin Mohoni
- Tuks Tad Lungu

## Alliberament
La pel·lícula s'estrena mundialment al Cinequest Film Festival 2020 i també es projecta al Sitges Film Festival, FanTasia, Grimmfest i Fantasporto. També s'ha projectat al RapidLion Film Festival de Sud-àfrica guanyant tres premis.
El març de 2021, es va anunciar que Shudder havia adquirir els drets de distribució de la pel·lícula per a l'estrena a Amèrica del Nord, el Regne Unit, la República d'Irlanda, Austràlia i Nova Zelanda el 6 de maig d'aquell any

## Premis i nominacions
| Any  | Premi                       | Categoria                               | Receptor    | Resultat  | Ref   |
| ---- | --------------------------- | --------------------------------------- | ----------- | --------- | ----- |
| 2021 | Africa Movie Academy Awards | Millor pel·lícula                       | Fried Barry | Nominat   | [ 5 ] |
| 2021 | Africa Movie Academy Awards | Millor director                         | Ryan Kruger | Nominat   | [ 5 ] |
| 2021 | Africa Movie Academy Awards | Millor actor en un paper protagonista   | Gary Green  | Nominat   | [ 5 ] |
| 2021 | Africa Movie Academy Awards | Millor maquillatge                      | Fried Barry | Nominat   | [ 5 ] |
| 2021 | Africa Movie Academy Awards | Millor muntatge                         | Fried Barry | Nominat   | [ 5 ] |
| 2021 | Africa Movie Academy Awards | Millors efectes visuals                 | Fried Barry | Guanyador | [ 5 ] |
| 2021 | Africa Movie Academy Awards | Millor Primera pel·lícula d'un director | Ryan Kruger | Nominat   | [ 5 ] |

També va guanyar el premi a la millor pel·lícula i al millor actor al Buenos Aires Rojo Sangre de 2021.